# Jaya Bachchan
Pour les articles homonymes, voir Bachchan.
Jaya Bachchan (née Jaya Bhaduri le 9 avril 1948 à Jabalpur, Madhya Pradesh), est une actrice indienne de Bollywood. Elle a connu un succès notable au cours des années 1970 et plus récemment avec les films Fiza, La Famille indienne et New York masala. Elle est mariée à l'acteur Amitabh Bachchan.

## Carrière
Jaya Bhaduri est la fille de Indira et Taroon Kumar Bhaduri, auteur, journaliste et artiste de scène. Elle commence sa carrière d'actrice à 15 ans par un petit rôle dans un film bengali de Satyajit Ray, La Grande Ville (Mahanagar). Elle s'inscrit à l'Institut du Film et de la Télévision. Elle obtient un premier succès grâce au film Guddi où elle tient le rôle d'une écolière qui voue une immense passion à l'acteur Dharmendra. Jaya Bhaduri devient Jaya Bachchan le 3 juin 1973 lorsqu'elle épouse Amitabh Bachchan. Elle poursuit sa carrière jusqu'en 1981 avant de se retirer pour se consacrer à ses deux enfants, Shweta et Abhishek.
Jaya Bachchan fait son retour au cinéma 18 ans plus tard avec Hazaar Chaurasi Ki Maa, mais c'est surtout son interprétation dans Fiza (2000) aux côtés de Karisma Kapoor et Hrithik Roshan qui retient l'attention. Elle occupe également des rôles de premier plan dans deux super-productions diffusées mondialement, La Famille indienne (2001) et New York masala (2003).
Par ailleurs, Jaya Bachchan mène une carrière politique au sein de Samajwadi Party. Elle est élue au Rajya Sabha (chambre haute du parlement) à deux reprises : en 2004 (en fonction du 5 au 13 juillet) puis en 2006 (en fonction du 12 juin 2006 au 4 juillet 2010) ; elle représente l'état de l'Uttar Pradesh.

## Filmographie
- 1963 : La Grande Ville (Mahanagar) de Satyajit Ray
- 1971 : Uphaar de Sudhendu Roy
- 1971 : Jai Jawan Jai Makan, de Vishram Bedekar
- 1971 : Guddi, de Hrishikesh Mukherjee
- 1971 : Dhanyee Meye, de Arabinbo Mukherjee
- 1972 : Shor, de Manoj Kumar
- 1972 : Samadhi, de Prakash Mehra
- 1972 : Koshish, de Sampooran Singh Gulzar
- 1972 : Jawani Diwani, de Narendra Bedi
- 1972 : Ek Nazar, de B.R. Ishara
- 1972 : Bawarchi, de Hrishikesh Mukherjee
- 1972 : Bansi Birju, de Prakash Verma
- 1972 : Annadata, de Asit Sen
- 1972 : Piya Ka Ghar, de Basu Chatterjee
- 1972 : Parichay, de Sampooran Singh Gulzar
- 1973 : Phagun, de Rajinder Singh Bedi
- 1973 : Gaai Aur Gori, de M.A. Thirumugham
- 1973 : Anamika, de Raghunath Jhalani
- 1973 : Zanjeer, de Prakash Mehra
- 1973 : Abhimaan, de Hrishikesh Mukherjee
- 1974 : Naya Din Nai Raat, de A. Bhimsingh
- 1974 : Kora Kagaz, de Anil Ganguly
- 1974 : Dil Diwana, de Narendra Bedi
- 1974 : Doosri Sita, de Gogi Anand
- 1975 : Mili, de Hrishikesh Mukherjee
- 1975 : Chupke Chupke, de Hrishikesh Mukherjee
- 1975 : Sholay, de Ramesh Sippy
- 1977 : Abhi To Jee Lein, de Roshan Taneja
- 1978 : Ek Baap Chhe Bete, de Mehmood
- 1979 : Nauker, de Ismail Memon
- 1981 : Silsila, de Yash Chopra
- 1998 : Hazaar Chaurasi Ki Maa, de Govind Nihalani
- 2000 : Fiza, de Khalid Mohamed
- 2000 : Dr. Mukta, de Ramesh Talwar
- 2001 : Daughters of this century, de Tapan Sinha
- 2001 : La Famille indienne (Kabhi Khushi Kabhie Gham), de Karan Johar
- 2002 : Desh, de Raja Sen
- 2002 : Koi Mere Dil Se Poochhe, de Vinay Shukla
- 2003 : New York masala (Kal Ho Naa Ho), de Nikhil Advani
- 2006 : Laaga Chunari Mein Daag de Pradeep Sarkar
- 2008 : Lovesongs: Yesterday, Today & Tomorrow de Jayabrato Chatterjee
- 2008 : Drona de Goldie Behl
- 2011 : Meherjaan de Rubaiyat Hossain

## Récompenses
- Filmfare Awards
  - 1975 : Meilleure actrice pour Kora Kaagaz
  - 1980 : Meilleure actrice pour Nauker
  - 1998 : Filmfare d'honneur
  - 2001 : Meilleure actrice dans un second rôle pour Fiza
  - 2002 : Meilleure actrice dans un second rôle pour La Famille indienne
  - 2004 : Meilleure actrice dans un second rôle pour New York Masala

- IIFA Awards
  - 2001 : Meilleure actrice dans un second rôle pour Fiza
  - 2002 : Meilleure actrice dans un second rôle pour La Famille indienne